# Пуц, Изток
Изток Пуц (хорв. Iztok Puc; 14 сентября 1966, Словень-Градец, СФРЮ — 20 октября 2011, Сан-Диего, США) — югославский, хорватский и словенский гандболист, чемпион летних Олимпийских игр в Атланте 1996.

## Биография
Ещё юниором считался самым перспективным молодым игроком югославского гандбола. В 1985 г. заключил свой первый профессиональный контракт с клубом «Борац» (Баня-Лука), сразу же став лучшим игроком команды и лучшим бомбардиром чемпионата Югославии. Затем выступал за клубы «Загреб», «Целе» и «Пруле-67». За свою карьеру он выиграл 18 трофеев внутренних чемпионатов Югославии, Хорватии и Словении. В сезонах 1991/92 и 1992/93 в составе «Загреба» становился победителем Лиги чемпионов ЕГФ.
Первый успех на международной арене пришёл к нему в 1987 г. на юношеском чемпионате мира, когда сборная Югославии выиграла «золото». Год спустя в составе олимпийской сборной страны он выиграл бронзовую медаль на летних Играх в Сеуле (1988). После распада Югославии выступал за Хорватию, которую привел к победе на летних Олимпийских играх в Атланте (1996). Также становился серебряным призёром чемпионата мира в Исландии (1995) и бронзовым — чемпионата Европы в Португалии (1994). В конце 1990- х гг. сменил гражданство на словенское, за сборную этой страны играл на Олимпиаде в Сиднее (2000), где команда заняла восьмое место. Примечательно, что за право выступить на Играх словенцы играли решающий матч с хорватами и победили со счетом 25:24.
После завершения карьеры игрока работал спортивным директором клуба «Пруле-67», затем вместе с семьей переехал во Флориду, чтобы его сын мог посещать теннисную академию Ника Боллетьери. На праздновании 60-летия Федерации гандбола Словении в 2009 году, Пуц был признан лучшим левым защитником и лучшим игроком за всю историю словенского гандбола.
19 октября 2011 Изток Пуц скоропостижно скончался от рака лёгких в больнице Сан-Диего. Олимпийскими комитетами Хорватии и Словении была учреждена совместная награда имени Изтока Пуца, которая будет поочередно присуждаться самому перспективному гандболисту этих стран в возрасте до 18 лет.